# Sphaerospira rockhamptonensis
Sphaerospira rockhamptonensis (Cox, 1873) è un mollusco gasteropode della famiglia Camaenidae.

## Distribuzione e habitat
È endemica dell'Australia: reperibile nel Queensland, nel distretto di Rockhampton da cui prende il nome.